# Monroe (Familienname)
Monroe ist ein Familienname.

## Namensträger
- Ashley Monroe (* 1986), US-amerikanische Country-Sängerin und -Songschreiberin
- Bill Monroe (1911–1996), US-amerikanischer Musiker
- Birch Monroe (1901–1982), US-amerikanischer Musiker
- Burt L. Monroe, Jr. (1930–1994), US-amerikanischer Ornithologe
- Charlie Monroe (1903–1975), US-amerikanischer Musiker
- Christopher Monroe (* 1965), US-amerikanischer Physiker
- David Monroe (* 1941), Bischof von Kamloops
- Del Monroe (1936–2009), US-amerikanischer Schauspieler
- Earl Monroe (* 1944), US-amerikanischer Basketballspieler
- Elizabeth Kortright Monroe (1768–1830), First Lady der USA
- Elizabeth Monroe Boggs (1913–1996), US-amerikanische Chemikerin und politische Aktivistin
- Greg Monroe (* 1990), amerikanischer Basketballspieler
- Harriet Monroe (1860–1936), US-amerikanische Schriftstellerin
- James Monroe (1758–1831), US-amerikanischer Politiker, Präsident 1817 bis 1825
- James Monroe (Politiker, 1799) (1799–1870), US-amerikanischer Offizier und Politiker (New York)
- James Monroe (Politiker, 1821) (1821–1898), US-amerikanischer Politiker (Ohio)
- James Monroe (Musiker) (James William Monroe; * 1941), US-amerikanischer Musiker
- Jessica Monroe (* 1966), kanadische Ruderin
- Julie Monroe, US-amerikanische Filmeditorin
- Larry Monroe (1939–2024), US-amerikanischer Jazzmusiker und Hochschullehrer
- Maika Monroe (* 1993), US-amerikanische Schauspielerin und Kitesurferin
- Maribeth Monroe (* 1978), US-amerikanische Schauspielerin, Autorin und Komikerin
- Marilyn Monroe (1926–1962), US-amerikanische Schauspielerin
- Memphis Monroe (* 1985), US-amerikanische Pornodarstellerin
- Meredith Monroe (* 1969), US-amerikanische Schauspielerin
- Michael Monroe (* 1962), finnischer Rockmusiker
- Mircea Monroe (* 1982), US-amerikanische Schauspielerin
- Missy Monroe (* 1984), US-amerikanische Pornodarstellerin
- Nicholas Monroe (* 1982), US-amerikanischer Tennisspieler
- Robert Monroe (1915–1995), US-amerikanischer Parapsychologe und Autor
- Steven R. Monroe (* 1964), US-amerikanischer Regisseur
- Thomas Monroe (1902–1960), US-amerikanischer Drehbuchautor
- Thomas Bell Monroe (1791–1865), US-amerikanischer Politiker
- Vaughn Monroe (1911–1973), US-amerikanischer Sänger, Bandleader und Trompeter
- Walter Stanley Monroe (1871–1952), Premierminister von Neufundland
- Willie Monroe junior (* 1986), US-amerikanischer Boxer im Mittelgewicht
- Zoey Monroe (* 1992), US-amerikanische Pornodarstellerin

### Künstlername
- Monroe (Produzent) (Willem Bock; * 1982), deutscher Musikproduzent, Autor und Verleger
- Sputnik Monroe (Rosco Monroe Merrick; 1928–2006), US-amerikanischer Wrestler